# 착생식물

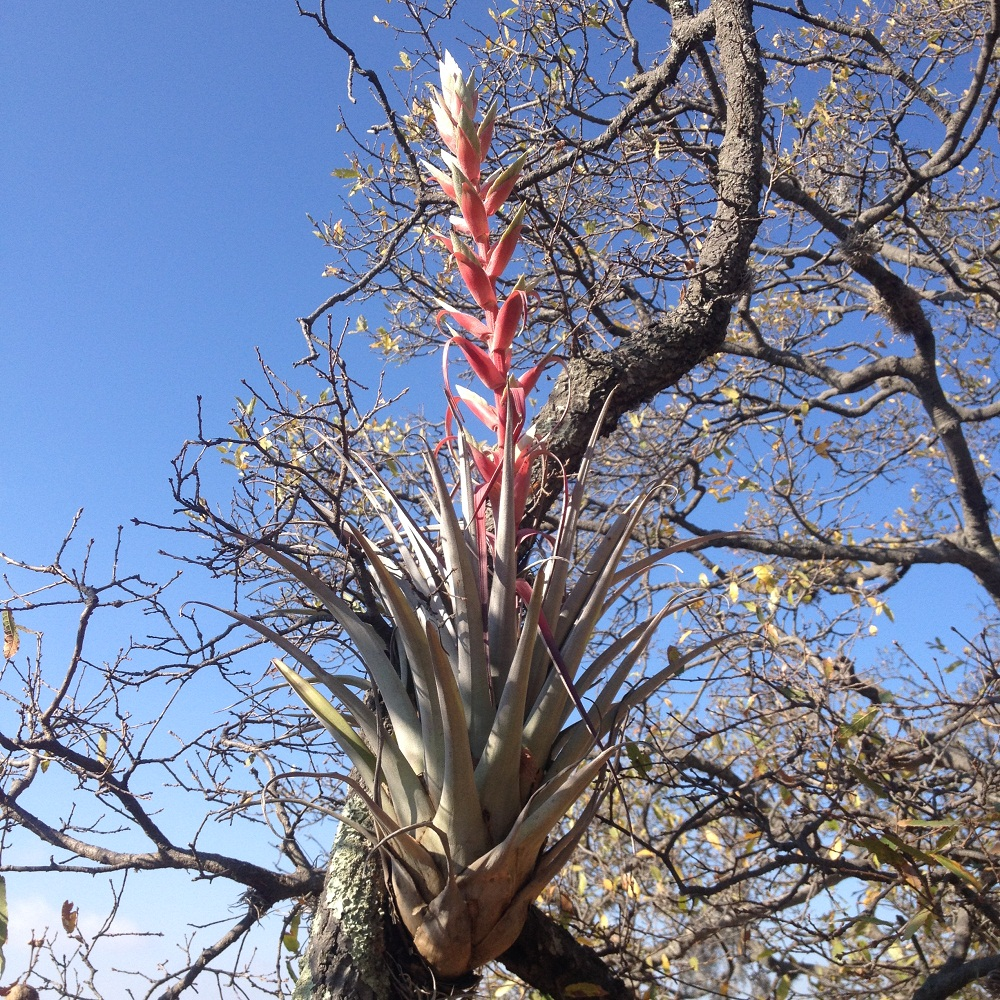
멕시코의 참나무에서 자라나는 틸란드시아 부르게이

착생식물(Epiphyte)은 식물의 표면에서 자라나며, 필요한 영양분을 공기, 강우, 해양 환경의 경우 물, 주변에 쌓인 잔해물에서 흡수하는 식물이다. 착생식물은 영양순환에 참여하며, 다른 유기체처럼 착생식물이 존재하는 생태계의 다양성과 생물량에 기여한다. 착생식물은 많은 종들에게 중요한 먹이의 원천이다. 착생식물은 물리적인 지지를 위해 다른 식물 위에서 자라며, 필연적으로 숙주에게 부정적인 영향을 끼치지 않기 때문에 기생생물과는 다르다. 식물 외의 착생하는 생물은 때로 착생생물이라고 부른다. 착생식물은 대개 온화한 지역(예를 들어 수많은 이끼, 우산이끼, 지의류, 조류)이나 열대지역(예를 들어 수많은 양치식물, 선인장, 난초, 파인애플과)에서 발견된다. 착생식물은 물과 토양이 거의 필요하지 않아서 집에서 기르기 딱 좋다. 착생식물은 동물, 군류, 박테리아, 점균류 등의 다른 유기체들에게 풍요롭고 다채로운 서식지를 제공한다.
착생식물은 라운키에르 체계의 하위분류 중 하나다. 착생식물epiphytic이라는 용어는 그리스어의 '위에'를 의미하는 epi-, '식물'을 의미하는 phyton에서 유래하였다. 착생식물은 땅에 뿌리를 뻗지 않기 때문에 때때로 "공기식물air plants"이라 불린다. 하지만 해초, 수중 속씨식물 등의 다른 해양식물에 착생하는 수많은 수생 조류들이 존재한다.

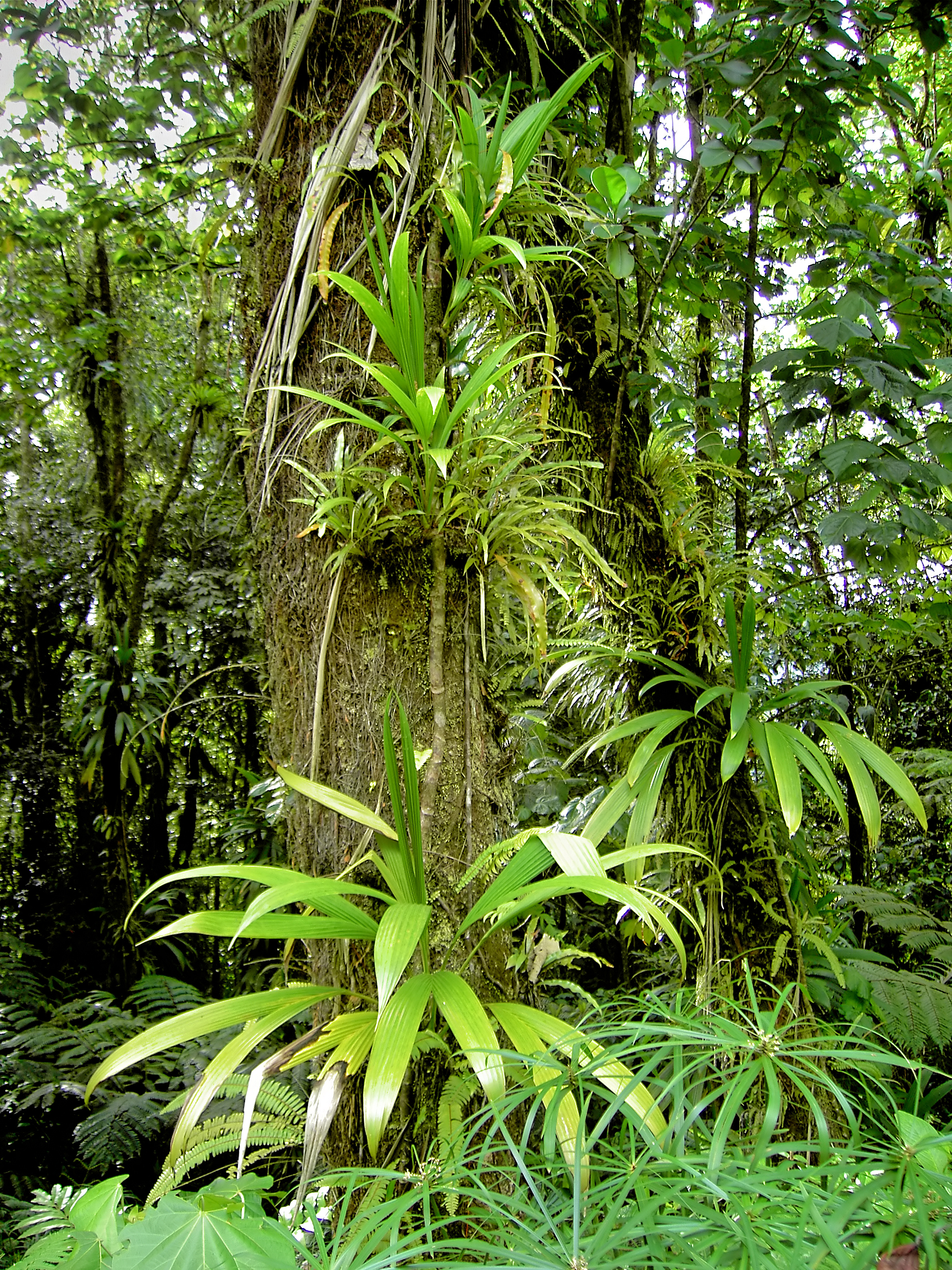
착생식물은 나무의 줄기나, 때로는 나무의 수관에서 자랄 수 있다.

## 육지의 착생식물
제일 잘 알려진 착생식물은 이끼, 난초, 수염틸란드시아와 같은 파인애플과의 식물들이지만, 착생식물은 식물계의 모든 주요 분류집단에서 발견된다. 지상의 착생식물의 89%, 24,000여종이 현화식물이다. 두 번째로 큰 분류집단은 박낭성 양치류이며 10%, 2,800여종이 존재한다. 사실 모든 양치식물의 3분의 1이 착생식물이다. 세 번째로 큰 분류집단은 190종이 존재하는이며 각각 수십개의 부처손, 다른 양치식물, 네타속, 소철 등이 이를 뒤따른다.
착생식물생태학의 최초의 중요한 단일논문은 안드레아스 심퍼가 썼다(Die epiphytische Vegetation Amerikas, 1888). 대형 착생식물류는 습한 열대우림에서 제일 흔히 발생하지만, 이끼와 지의류는 거의 모든 생물군계에서 존재한다. 유럽에서는 뿌리를 사용하는 착생식물은 존재하지 않지만, 습한 지역 - 주로 서쪽 해안 변두리의 나무에 이끼와 지의류가 풍부하며, 미역고사리류의 양치식물은 흔히 나뭇가지 사이에서 착생하여 자란다. 드물게는 풀, 작은 덤불이나 작은 나무가 나무 위의 토양에서 자랄 수 있다. 이런 경우는 보통 썩은 구멍에서 많이 발견된다.

### 전착생식물과 반착생식물
하지만 착생식물은 전착생식물holo-epiphyte과 반착생식물hemi-epiphyte로 분류할 수 있다. 전착생식물은 지상과의 접촉 없이 생애주기를 보내는 식물이며 반착생식물은 뿌리가 땅에 닿거나 접촉하기 전까지만 착생식물로 살아가는 식물이다. 난초는 전착생식물의 흔한 예시이며 교살무화과는 반착생식물의 예시다.

### 다른 유기체와의 영양적 관계
착생식물은 토양과 연결되어 있지 않기 때문에 안개, 이슬, 비와 같은 외부의 수분 또는 분해나 침출, 이질소 고정을 통해 땅에 뿌리를 박은 식물에서부터 방출되는 영양분과 같은 다른 경로를 통해 영양분을 흡수해야 한다. 수관에 높이 달라붙은 착생식물은 빛이 적게 들고 초식동물이 더 많은 지상에서만 자랄 수 있는 초목에 비해 이점을 갖는다. 착생식물들은 특정한 종류의 개구리와 양서류 등의, 그 물웅덩이 안에 서식할 수 있는 특정한 동물들에게도 중요하다.
착생식물은 숙주의 미소환경과 착생식물이 널리 분포한 생태계에 심대한 영향을 끼칠 수 있는데, 착생식물이 수관 영역에 빗물을 붙잡아 토양으로 흘러가는 물을 줄이기 때문이다. 이끼, 지의류와 같은 어떤 내부에 관이 없는 착생식물은 수분을 재빨리 흡수할 수 있는 능력으로 알려져있다. 착생식물은 숙주 식물의 수관에 확실하게 시원하고 축축한 환경을 형성하며, 증산을 통해 숙주가 잃을 수분을 상당히 줄일 수 있다.

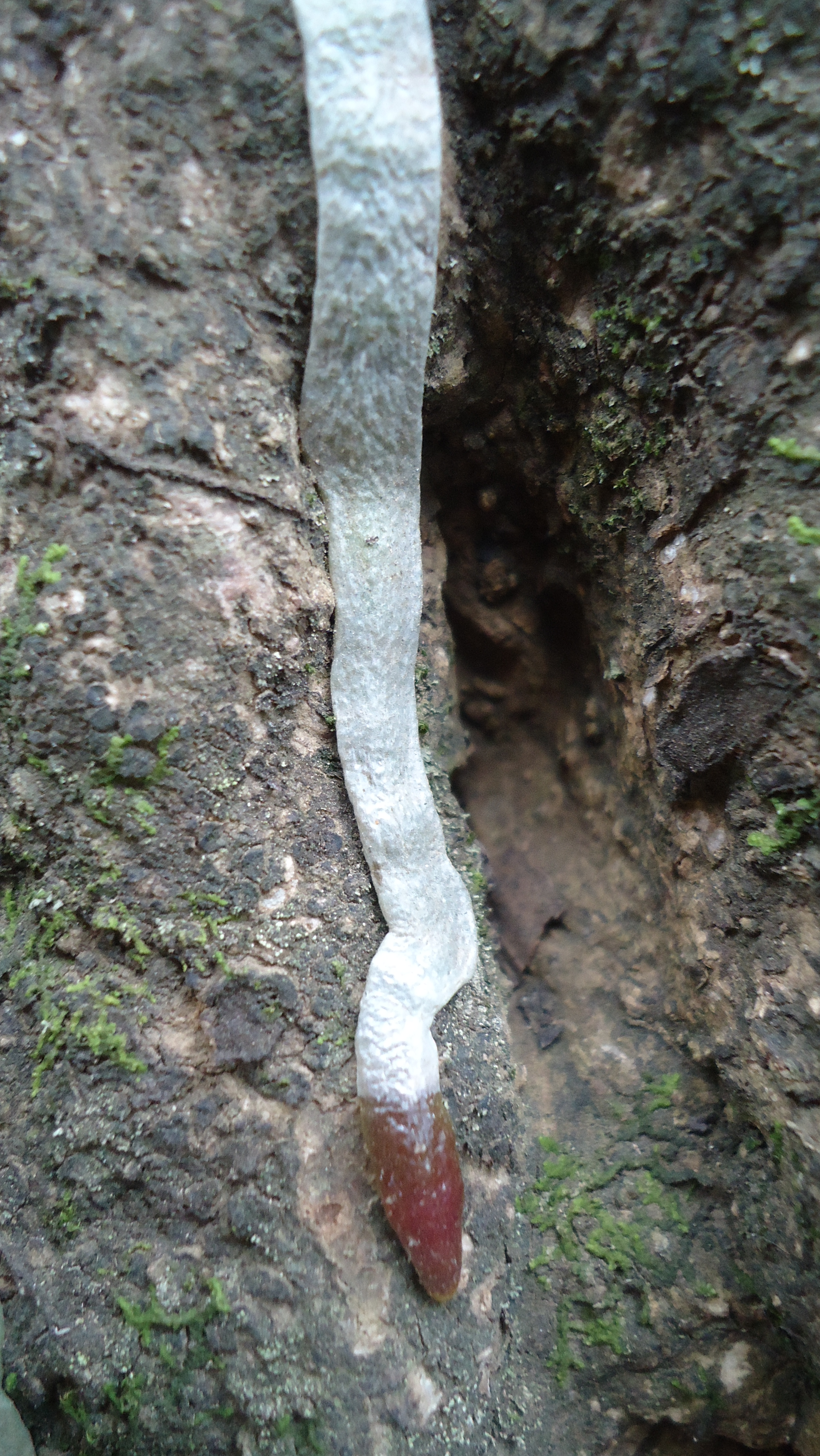
난초의 부착뿌리

## 해양의 착생식물

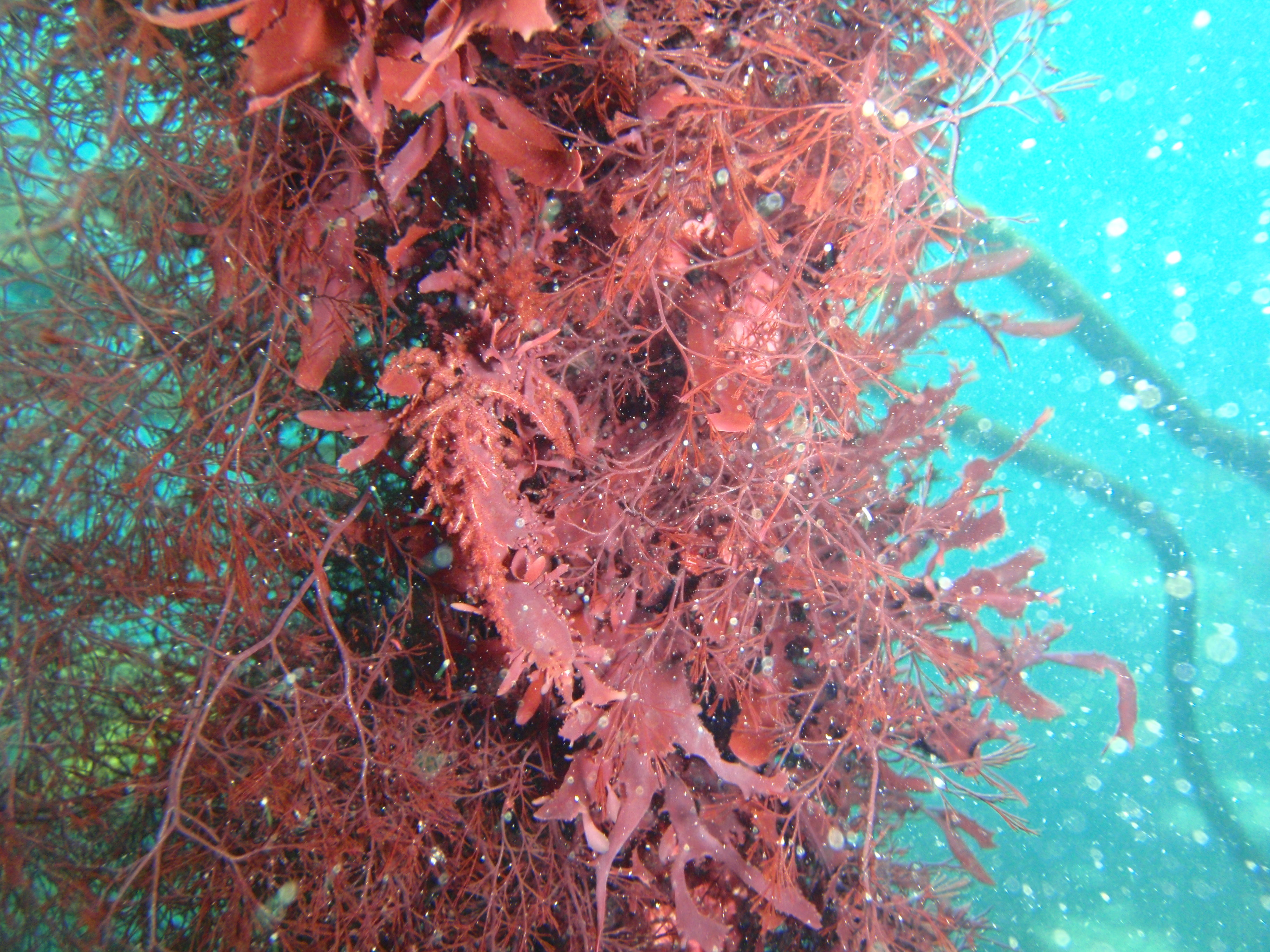
움할리Umhlali 난파선의 켈프 줄기 위의 묵직한 착생성 성장

해양 착생식물의 생태는 지상 착생식물의 생태와는 다르다. 해양 생태계의 착생식물은 흔히 해초나 조류의 표면에서 자라나는 조류, 박테리아, 균류, 해면, 태형동물, 해초류, 원생생물, 갑각류, 극피류 등등의 착생하는 유기체이다. 착생식물의 정착은 빛, 온도, 해루, 영양, 양분 상호작용 등의 수많은 조건에 영향을 받는다. 조류는 해양 생태계에서 제일 흔한 착생식물이다. 광합성을 하는 착생식물은 생태계의 전체 광합성량에서 큰 비율을 차지한다. 이는 일반적으로 생태계의 전체 1차 생산의 20-60%에 달한다. 이들은 유기체의 일반적인 집단이며 고도로 다양하여 수많은 동물들에게 먹이를 제공한다. 달팽이와 무순류의 종들이 착생식물을 흔히 섭취한다. 착생식물의 구성과 양의 변화는 환경의 변화를 나타낼 수 있다. 요즈음의 착생식물의 번창은 농장에서 흘러들어온 물과 폭풍수를 통해 유입된 과도한 질소와 연관이 있다. 착생식물이 크게 번창하게 되면, 햇빛과 영양소가 착생당하는 식물에게까지 닿지 못하게 되어, 착생당하는 식물이 괴멸적인 손상을 입어 죽어버리기도 하는데, 특히 해조류가 그렇다. 해양 생태계의 착생식물은 빠르게 자라며 세대교체가 굉장히 빠르다고 알려져 있다.

## 참고 문서
- 공작선인장 - 착생하는 선인장류의 속
- 기생식물
- 바위붙이생물, 바위에서 자라는 유기체
- 착생생물, 다른 생명체 위에서 자라는 유기체
- 착생성 박테리아

## 같이 보기
- 기생식물